# Brønnøysund

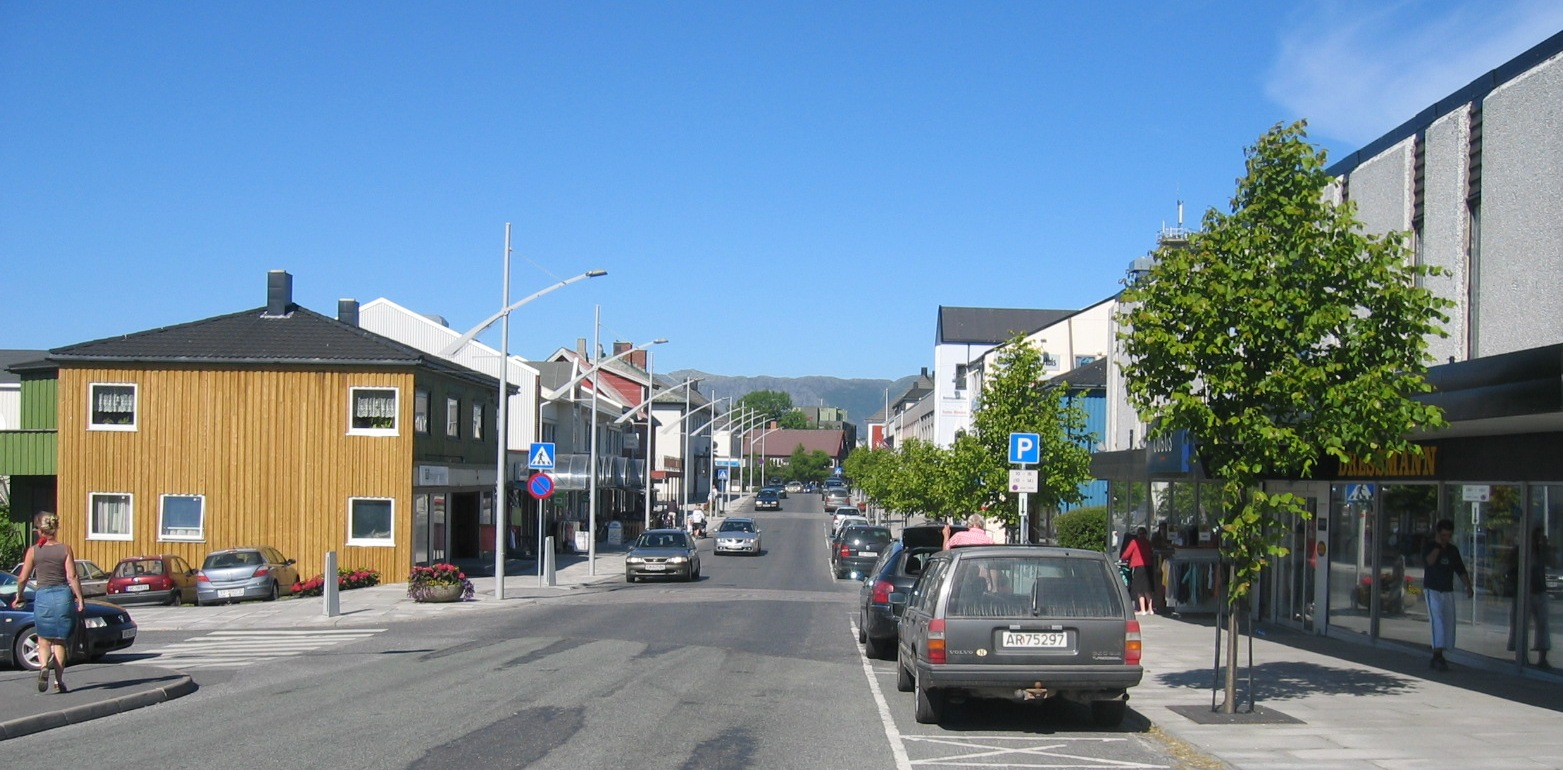
El centro del municipio.

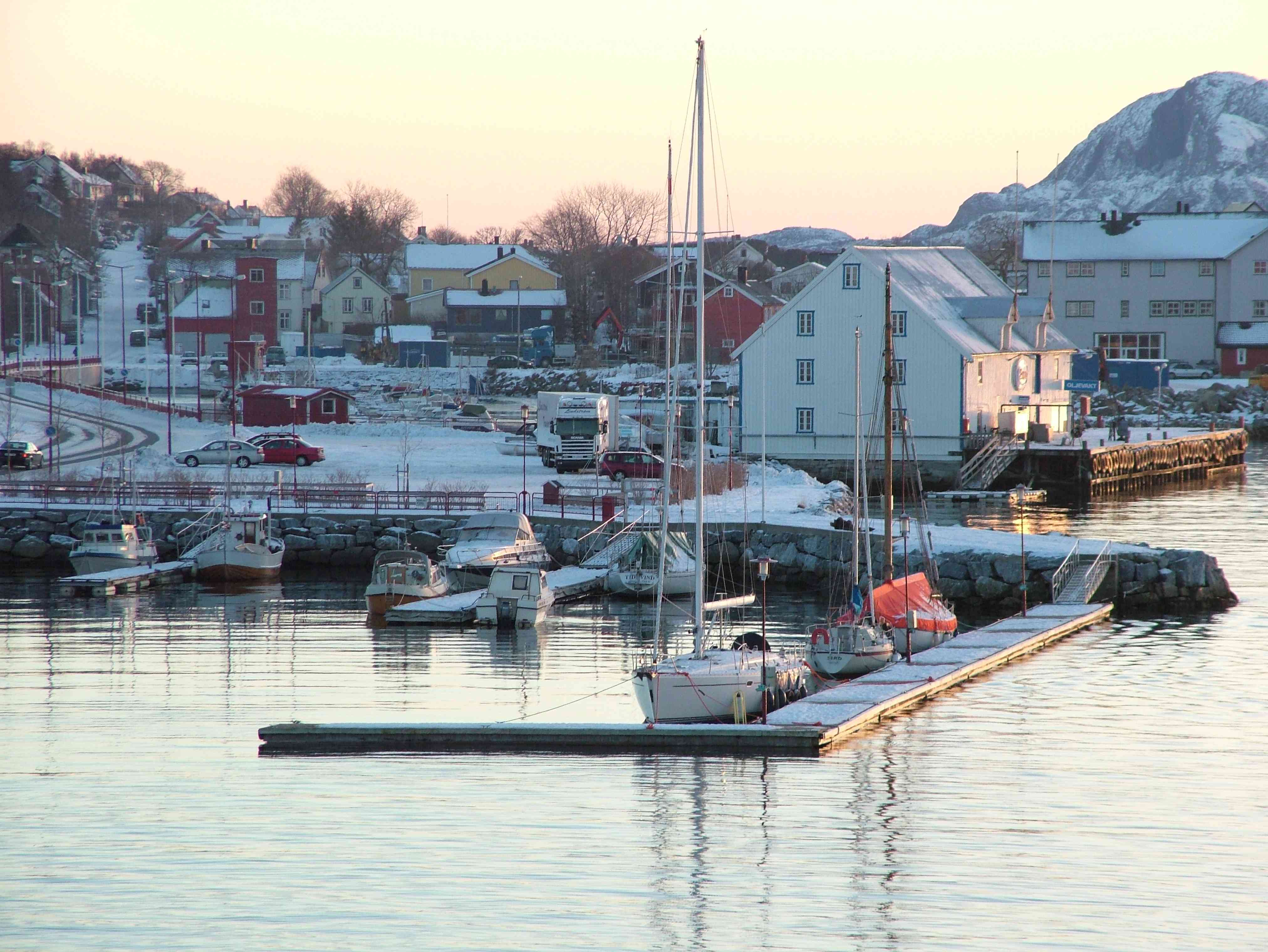
El puerto al sud del centro en febrero de 2005.

Brønnøysund es un municipio costero de unos 5000 habitantes, y es el centro comercial y administrativo del municipio de Brønnøy, en la provincia de Nordland, Noruega. Está comunicado por barco, por avión -ya que tiene su propio aeropuerto (véase BNN)- y por carretera.
Es conocido en Noruega por su Centro de Registro.
- Datos: Q995929
- Multimedia: Brønnøysund / Q995929